# Charles Giordano
Charles Giordano (Brooklyn, Nueva York, 13 de octubre de 1954) es un tecladista y acordeonista estadounidense de origen italiano. Giordano es conocido fundamentalmente por su trabajo con Bruce Springsteen, como miembro adjunto de la E Street Band, donde sustituyó al fallecido Danny Federici en 2008, así como de la Sessions Band de Springsteen. Giordano también es conocido por haber tocado los sintetizadores para Pat Benatar durante los años 80.
Con Pat Benatar solía usar el nombre artístico de Charlie Giordano y llegó a colaborar en la grabación de cinco álbumes, desde 1983. Su labor instrumental fue elogiada por la revista Billboard.  Giordano fue también miembro del The David Johansen Group. 
Como músico de sesión, participó en la grabación del álbum Dreamland de Madeleine Peyroux en 1996 y en el álbum de Bucky Pizzarelli, Italian Intermezzo, en 2000, una mezcla de ópera, folclore italiano y swing.  Giordano también colaboró en 2002 con la banda de garage rock, Question Mark & the Mysterians. En 2008, acompañó al cantante británico Barb Jungr en su aparición en el New York City cabaret.

## Giras con Bruce Springsteen
- Seeger Sessions Tour con the Sessions Band (2006)
- Magic Tour con la E Street Band (2007-2008)
- Working On A Dream Tour con la E Street Band (2009)
- Wrecking Ball Tour con la E Street Band (2012-2013)
- High Hopes Tour con la E Street Band (2014)
- The River Tour 2016–Summer '17 con la E Street Band (2016-17)
- Springsteen and the E Street Band Tour 2023 con la E Street Band (2023-presente)